# Гриценко, Анатолий Иванович
Анато́лий Ива́нович Грице́нко (30 мая 1936—2007) — русский советский поэт, переводчик и журналист, редактор.

## Биография
Родился 30 мая 1936 года в селе Шалаевка Северо-Кавказского края (ныне Кашарского района Ростовской области) в семье учителя. Затем отец перевёз семью в Краснодарский край, в посёлок Первомайский при железнодорожном разъезде Кавалерском. Там будущий поэт окончил семь классов.
Затем поступает в Ростовское ремесленное училище, и оканчивает его в 1954 году. Поступает на работу в Волго-Донское речное пароходство рулевым теплохода.
Тогда же начинает писать первые стихи, в 1955 году их публикует многотиражное издательство «Волго-Дон».
Затем его призывают в ряды Советской армии, и он проходит действительную службу в Заполярье на острове Новая Земля около ядерного полигона. После демобилизации в течение семи лет был формовщиком, затем слесарем-сборщиком на заводе «Ростсельмаш».
Затем переходит на журналистскую работу, сотрудничая сначала в армейской газете, а затем в редакции газеты «Комсомолец».
В 1975 году Гриценко поступает на Высшие литературные курсы при Литературном институте имени М. Горького, и оканчивает их в 1977 году. Участвует во Всесоюзном совещании молодых писателей в Москве (1969). 
В 1975 году вступает в ряды КПСС.
Публикует стихи в коллективных книгах Ростиздата и журналах «Дон», «Дружба народов», «Сельская молодёжь», «Подъём», «Молодая гвардия», «Огонёк» и других, а в 1965 году выходит его первая книга стихов «Медовый месяц», в 1968 году в серии «Поэзия Дона» — небольшая книга «Стихи».
В 1973 году Гриценко принимают в Союз писателей СССР.
Затем он выпускает сборники стихов «Роса полей», «Желтобровое поле», «Над порогом моим», «Проталины» (1986), «Все от любви» (1986), «Эхо разлук» (1990) а также прозаическую книгу для детей «Сказка о Старом Адмиралтейском Якоре».
Автор стихотворных переводов с языков народов Северного Кавказа, с болгарского и якутского языков.
После распада Советского Союза и образования Союза писателей России и Союза российских писателей Гриценко вошёл в первый из них.
Долгое время был заведующим отделом поэзии журнала «Дон», с 1996 года — литературный редактор газеты «Крестьянин».
Жил и работал в Ростове-на-Дону. Умер в 2007 году.

## Награды и премии
- Премия Ростовского областного комитета ВЛКСМ (1972)
- Премия Администрации Ростовской области (1997)
- Премия областного комитета защиты мира (1984)
- Премия имени В. Закруткина (1997)[7].

## Книги
Произведения писателя изданы в книгах:
- Медовый месяц. — Ростов н/Д: Ростиздат, 1965.
- Стихи. Серия «Поэзия Дона». — Ростов н/Д: Ростиздат, 1968.
- Ровесники. — М.: Молодая гвардия, 1970.
- Родниковый свет. Стихи. — Ростов н/Д: Ростиздат, 1971.
- Сказка о старом адмиралтейском якоре. Проза. — Ростов н/Д: Ростиздат, 1973.
- Роса полей. — Ростов н/Д: Ростиздат, 1974.
- Желтобровое поле. — Ростов н/Д: Ростиздат, 1979.
- Над порогом моим. — Ростов н/Д: Ростиздат, 1983.
- Стихи. «Проталины». — М.: Сов. Россия, 1984.
- Всё — от любви. — Ростов н/Д: Ростиздат, 1986.
- Эхо разлук. — Ростов н/Д: Ростиздат, 1990.
- Цветы и колосья. — Ростов н/Д: Пегас, 1996.
- Мгновения счастья и боли. — Ростов н/Д: Новая книга, 2006.